# Heaven's Venom
Heaven's Venom è il decimo album del gruppo death metal canadese Kataklysm pubblicato nel 2010 dalla Nuclear Blast.

## Tracce
1. A Soulless God – 5:04
2. Determined (Vows of Vengeance) – 4:54
3. Faith Made of Shrapnel – 5:38
4. Push the Venom – 3:28
5. Hail the Renegade – 5:28
6. As the Walls Collapse – 4:51
7. Numb & Intoxicated – 3:26
8. At the Edge of the World – 3:59
9. Suicide River – 4:02
10. Blind Savior – 5:19

## Formazione
- Maurizio Iacono – voce
- Jean-François Dagenais – chitarra
- Stephane Barbe – basso
- Max Duhamel – batteria